# PyMOL
PyMOL je neziskový multiplatformní software s open source licencí sponzorovaný samotnými uživateli. Své využití nachází v biochemických oborech zabývajících se strukturou biopolymerů (DNA, RNA, proteiny), jejich vzájemnými interakcemi apod. PyMOL slouží ke grafickému zobrazování, sdílení a analýze molekulárních dat získaných nejčastěji měřením buď metodou NMR spektroskopie, nebo X-ray krystalografie. Pro práci s těmito daty je využíván formát souboru .pdb. Jednou z nejpoužívanějších databází molekulárních dat je databáze Protein data bank (odtud zkratka PDB a formát .pdb), která k roku 2017 obsahuje přes 136 000 struktur. 
PyMOL je celosvětově používaný software. Neexistuje však žádná česká verze programu a čeští uživatelé se musí spokojit s anglickou verzí. 
První část názvu softwaru - Py značí, že je software napsán v programovacím jazyce Python.

## Možnosti programu
Mezi základní funkce programu PyMOL patří otevření souboru ve formátu .pdb a jeho prohlížení v grafickém zobrazení. Po otevření takového souboru v PyMOL se otevřou dvě okna:  
1. PyMOL Viewer, které slouží k zobrazení struktur a jejich přímé úpravě
2. PyMOL Molecular Graphics System, které slouží jako příkazový řádek a jakýsi správce celého softwaru.

### PyMOL Viewer
Po otevření souboru se v hlavním poli zobrazí grafické vykreslení struktury a v pravém sloupci se zobrazí ovládací panel, kterým lze vybranou strukturu editovat. Ovládací panel se skládá z pěti záložek označených písmeny A, S, H, L a C. 
| karta  | A           | S       | H     | L       | C       |
| karta  | action      | show    | hide  | label   | color   |
| ------ | ----------- | ------- | ----- | ------- | ------- |
| význam | hlavní akce | zobrazi | skrýt | označit | obarvit |

#### A - action
Pod políčkem "A" se nachází základní možnosti, mezi které patří odstranění - delete object - nebo přejmenování vybrané struktury - rename object. Další důležitou položkou karty action jsou položky zoom a center, které je vhodné používat k zobrazení dané struktury a orientování struktury do středu prohlížecího prostoru, pokud je zobrazených více struktur najednou.

#### S - show

protein GFP

Ať už se jedná o jakoukoliv strukturu, je možné ji zobrazit v různých grafických podobách. Základní variantou prohlížení je pouhé vykreslení vazeb mezi jednotlivými atomy pomocí jednoduchých čar - lines, nebo je možné vazby zobrazit jako silnější "tyčky" - sticks. Tato zobrazení jsou vhodná pro pozorování detailů uvnitř struktur. Danou strukturu však lze pozorovat i jako celek (např. tvar proteinu, rozmístění sekundárních motivů, interakce proteinových domén,...). K tomuto účelu lze strukturu zobrazit jako "stuhu" - ribbon, nebo "karikaturu" - cartoon. Je také možné zobrazit libovolnou kombinaci těchto grafik najednou nebo různé části struktury zobrazit pomocí různých grafik. 
PyMOL dále umožňuje zobrazit kovalentně nevázané částice (ionty, voda,...) - nonbonded. Ionty lze také zobrazit jako "koule" - spheres. PyMOL také umožňuje zobrazit jednotlivé atomy, resp. jejich povrchy, pomocí teček - dots, nebo pouze povrch celé struktury - surface, což je vhodné například ke sledování tvaru povrchu proteinu, či výskytu daných aminokyselin v rámci proteinu (výskyt hydrofobních aminokyselin na povrchu proteinu atd.). V neposlední řadě lze zobrazit pomocí různých grafik, či barevně zvýraznit hlavní, nebo vedlejší/postranní řetězce aminokyselin - main/side chain, nebo disulfidické můstky - disulfides.

#### H - hide
Karta hide je v podstatě pouze opakem karty show. Slouží ke skrytí právě zobrazených útvarů v různých grafických podobách.

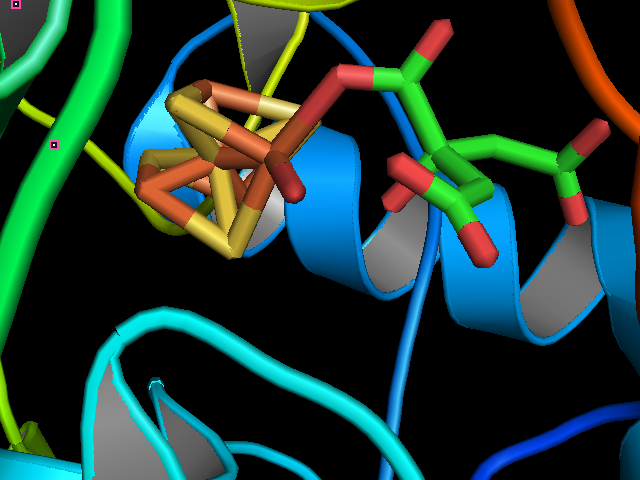
ukázka možnosti zobrazení konkrétního místa proteinu

#### L - label
Dále PyMOL umožňuje písemně označit různé části vybrané struktury. Např. lze označit jednotlivé aminokyseliny - residues, řetězce - chains, nebo jednotlivé atomy - atom name. Veškeré značky lze jednorázově smazat pomocí položky clear.

#### C - color
PyMOL také umožňuje zobrazit různé části dané struktury pomocí odlišných barev. Lze například celý protein obarvit od N-konce po C-konec jako barevné spektrum - spectrum, obarvit všechny sekundární struktury stejnou barvou - by ss, odlišit od sebe různé domény proteinu pomocí barev nebo v neposlední řadě lze barevně odlišit pouze pozorovaný úsek proteinu (např. aktivní místo enzymu). K tomu je potřeba označit myší ty struktury, které mají být obarveny. V pravém sloupci se objeví nová položka s automatickým názvem "sele" a tu je poté možné libovolně obarvit vybráním požadované barvy.

### PyMOL Molecular Graphics System
V tomto okně lze nalézt mnoho funkcí. Mezi základní, které stojí za zmínku, patří měření vzdáleností a zobrazení sekvence aminokyselin v okně PyMOL Viewer. Měření vzdáleností mezi atomy lze spustit pomocí Wizard → Measurement. Měření potom probíhá v okně PyMOL Viewer klikáním na jednotlivé atomy, jejichž vzdálenosti mají být zjištěny. Zobrazení sekvence aminokyselin pozorovaných biopolymerů se provede pomocí Display → Sequence. To může být užitečné pro vyhledávání konkrétních aminokyselin a k celkové orientaci v dané struktuře. Sekvence se zobrazí v horní části okna PyMOL Viewer. 

## Ovládání
PyMOL lze ovládat buď pouze myší (ideálně třítlačítkovou s kolečkem), nebo kombinací myši a klávesnice. V ideálním případě je uživatel schopen ovládat program pomocí příkazů, což značně usnadní práci. 

### Myš
Levé tlačítko myši slouží k standardní práci známé z i jiných běžných programů a k označování jednotlivých částí pozorované struktury. Pravé tlačítko myši slouží současně s pohybem myši k přibližování, či oddalování sledovaného objektu a kolečkem myši se lze "prořezávat" jeho vrstvami. 

### Klávesnice
Následující tabulka je pouze výčtem základních písemných příkazů uvedených na konkrétních příkladech použití v praxi. Příkazy lze zadávat kdykoliv je PyMOL spuštěn:
| příkaz                 | účel příkazu |
| ---------------------- | --- |
| fetch 2src             | pokud je kdekoliv v PC stažen/uložen např. soubor 2src.pdb, otevře se v prohlížeči PyMOL                                                                    |
| bg_color white         | změní barvu pozadí prohlížeče PyMOL na bílou (lze zadat libovolnou barvu)                                                                                   |
| sele XXX, resi 116     | vytvoří v pravém sloupci nový řádek/výběr, který obsahuje 116. aminokyselinu právě otevřeného proteinu; výběr bude pojmenován "XXX"                         |
| sele AMK, resn Gly+Lys | vybere všechny aminokyseliny (v tomto případě G (glycin) a K (lysin)) uvedené třípísmennou zkratkou za "resn" a výběr pojmenuje v pravém sloupci jako "AMK" |
| png soubor             | uloží aktuální pohled ve formátu .png pod názvem "soubor"                                                                                                   |
| show cartoon           | zobrazí vybrané struktury grafickým zobrazením "cartoon" (místo cartoon lze použít cokoliv z nabídky karty S - show)                                        |
| hide cartoon           | skryje grafické zobrazení "cartoon" u vybraných struktur (místo cartoon lze použít cokoliv z nabídky karty H - hide)                                        |
| hide all               | skryje vše zobrazené; slouží např. k vyčištění pracovní plochy a následnému zobrazení pouze požadované struktury                                            |

Z tabulky také vyplývá, že je vhodné pro práci a pro rychlou orientaci v PyMOL znát jednopísmenné a třípísmenné zkratky všech aminokyselin vyskytujících se v živých organismech.
Pro další pomoc a inspiraci v PyMOL lze dohledat řadu návodů, manuálů apod.